# Tranvía de Granada
La red de tranvía de Granada fue un sistema de transporte público que funcionó en la ciudad española de Granada entre 1904 y 1971.

## Historia

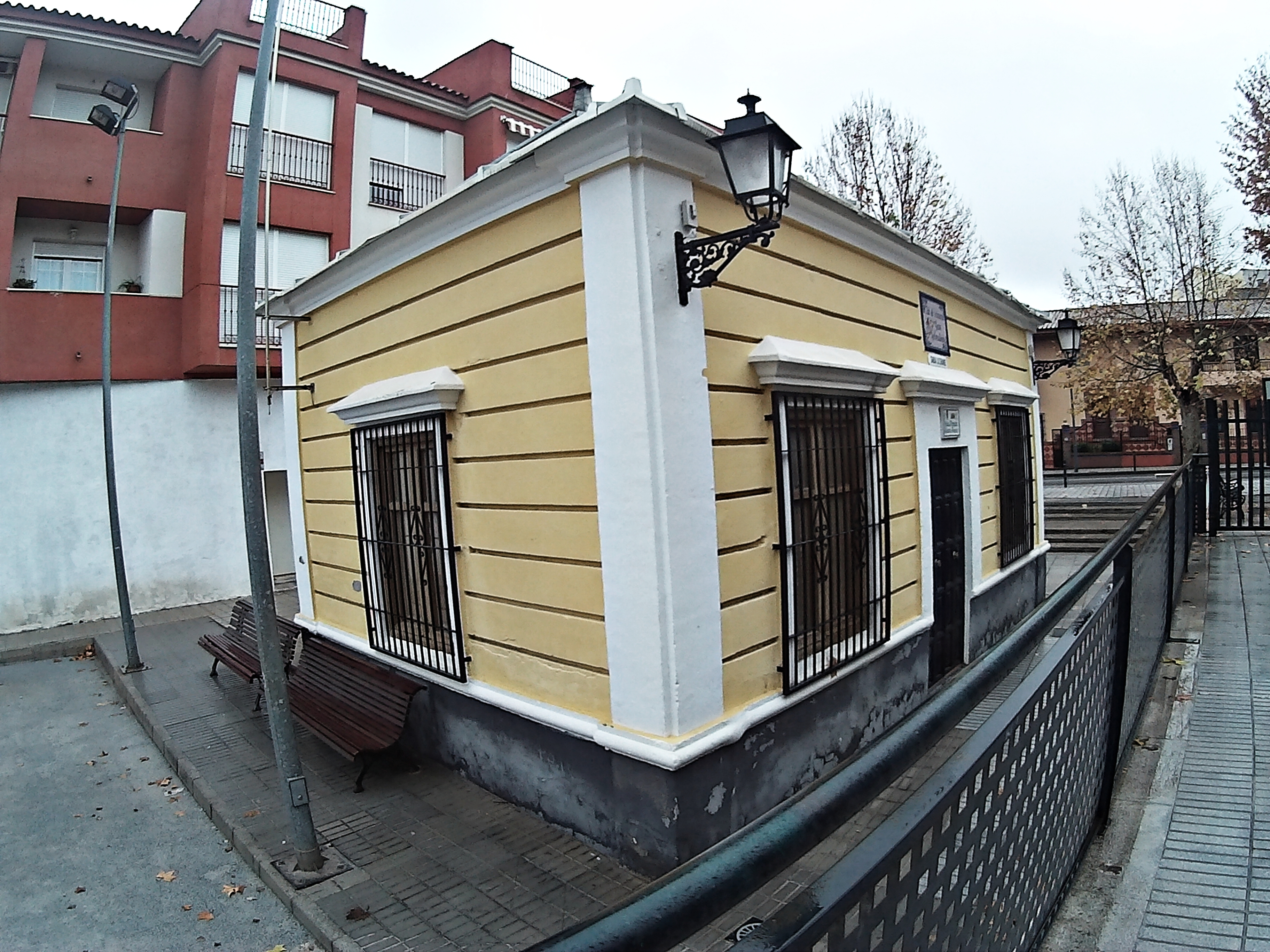
Estación de la línea Gabia-Alhendín

Los primeros intentos de implantar un sistema de tranvías en la ciudad de Granada se sucedieron a partir de 1875, cuando una iniciativa de industriales granadinos intentó establecer sin éxito una compañía de tranvías de tracción animal. Se presentaron otros proyectos en 1878 y en 1892, pero hasta 1896 no se aprobaron las primeras concesiones que llevaron a la creación de la empresa Tranvías de Granada. 

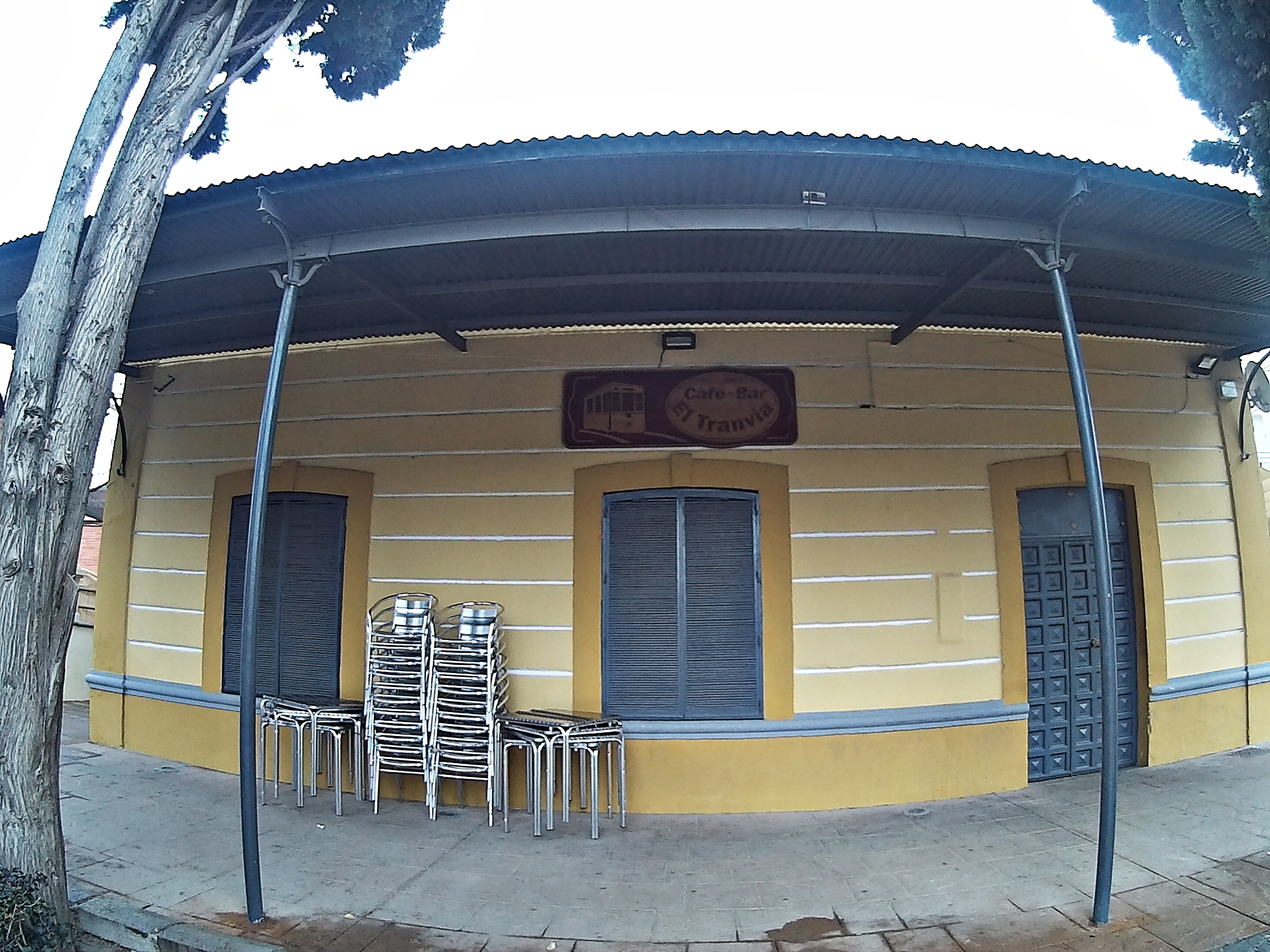
Estación del tranvía en Alhendín.

La entrada de capital francés en la empresa supuso la aplicación de tecnología gala y retrasó las obras que habían comenzado en 1900 con el tendido de las líneas en Plaza Nueva. Debido a dificultades económicas, asumió en proyecto Nicolás Escoriaza, quien constituyó la sociedad Tranvías Eléctricos de Granada en diciembre de 1903, con sede en Zaragoza.
La primera línea se estableció finalmente en 1904 entre Cocheras-Puerta Real y Plaza Nueva. La empresa contó con material móvil propio, fabricado en Zaragoza, e incluso se autoabasteció de energía con la construcción de una central hidroeléctrica en el Salto de Monachil. 
A partir de 1912 comienza el establecimiento de la red interurbana con la inauguración de la línea hasta La Gabia, continuando con nuevas líneas a Santa Fe y Atarfe (1917), a Chauchina y Pinos Puente (1918), a Alhendín y La Zubia (1922), a Padul en (1923), a Dúrcal (1924) y a Fuente Vaqueros(1941). En total se construyeron casi 100 km de líneas para el transporte de viajeros y mercancías, destinadas principalmente a las industrias azucareras de la Vega de Granada. 
En 1963 se abandona el servicio urbano de tranvías a petición del ayuntamiento de Granada. El transporte de mercancías en las líneas interurbanas fue anulado en 1969 y en 1971 fue suspendido el servicio interurbano de pasajeros, pasando las líneas a ser gestionadas por FEVE.